# Монкошиці (Любуське воєводство)
Монкошиці (пол. Mąkoszyce, нім. Marienwiese) — село в Польщі, у гміні Санток Гожовського повіту Любуського воєводства.
Населення — 39 осіб (2011).
У 1975—1998 роках село належало до Гожовського воєводства.

## Демографія
Демографічна структура станом на 31 березня 2011 року:
|          | Загалом | Допрацездатний вік | Працездатний вік | Постпрацездатний вік |
| -------- | ------- | ------------------ | ---------------- | -------------------- |
| Чоловіки | 21      | 4                  | 16               | 1                    |
| Жінки    | 18      | 4                  | 11               | 3                    |
| Разом    | 39      | 8                  | 27               | 4                    |